# 堀川具定
源 具定（みなもと の ともさだ）は、鎌倉時代前期の公卿。非参議正三位侍従。父は大納言源通具、母は藤原俊成養女。
通具の長男であったが、土御門天皇の乳母従三位按察使局を母とする具実に家嫡の座を奪われることになった。

## 経歴
以下、『公卿補任』及び『尊卑分脈』に基づいて記述する。
- 建永元年（1206年）1月6日、従五位下に叙される。
- 承元元年（1207年）1月5日、従五位上に昇叙[3]。同年4月10日、侍従に任ぜられる。
- 承元4年（1210年）2月26日、正五位下に昇叙[4]。
- 建暦2年（1212年）1月7日、従四位下に昇叙[3]。
- 建保2年（1214年）1月7日、従四位上に昇叙[5]。
- 建保5年（1217年）1月18日、但馬介を兼ねる。
- 建保6年（1218年）3月11日、正四位下に昇叙[6]。
- 承久3年（1221年）11月16日、従三位に叙される[7]。同月19日、侍従は元の如し。
- 嘉禄元年（1225年）12月8日、正三位に昇叙[8]。
- 嘉禎2年（1236年）3月5日、逝去。享年37。

## 『新勅撰和歌集』に２首入集
『新勅撰和歌集』に侍従具定の名で和歌が2首入集している。

百首歌よみ侍ける春歌

はるの月 かすめるそらの むめががに ちぎりもをかぬ 人ぞまたるる（巻第十六　雑歌一　1037）

述懐歌のなかによみ侍ける

あつめこし ほたるもゆきも としふれど 身をばてらさぬ ひかりなりけり（巻第十七　雑歌二　1185）

## 系譜
- 父：源通具（1171-1227）
- 母：藤原俊成養女 - 尾張守藤原盛頼女
- 妻：不詳
  - 男子：堀川俊定